# Dražen Ladić
Dražen Ladić, född 1 januari 1963 i Čakovec, Kroatien, SFR Jugoslavien, är en kroatisk fotbollstränare och före detta spelare. Under sin spelarkarriär representerade Ladić Dinamo Zagreb under 14 år och gjorde där 363 ligamatcher, och vann bland annat den kroatiska ligan vid sex tillfällen. För Kroatiens landslag gjorde han 59 landskamper och deltog i EM 1996 samt VM 1998.
Ladić gjorde även två landskamper för Jugoslavien.

## Meriter
Dinamo Zagreb
- Kroatiska ligan: 1993, 1996, 1997, 1998, 1999, 2000
- Kroatiska cupen: 1994, 1996, 1997, 1998